# Вајлдвуд (Флорида)
Вајлдвуд (енгл. Wildwood) град је у америчкој савезној држави Флорида. По попису становништва из 2010. у њему је живело 6.709 становника.

## Демографија
Према попису становништва из 2010. у граду је живело 6.709 становника, што је 2.785 (71,0%) становника више него 2000. године.
| Група             | 2000.         | 2010.         |
| Белци             | 2.495 (63,6%) | 4.754 (70,9%) |
| Афроамериканци    | 1.292 (32,9%) | 1.409 (21,0%) |
| Азијати           | 5 (0,1%)      | 77 (1,1%)     |
| Хиспаноамериканци | 95 (2,4%)     | 373 (5,6%)    |
| Укупно            | 3.924         | 6.709         |